# ایکوزو سایتو
ایکوزو سایتو (انگلیسی: Ikuzo Saito؛ زادهٔ ۱۱ اوت ۱۹۶۰) کشتی‌گیر اهل فرانسه بود.